# Dirksia pyrenaea
Espèce
Synonymes
- Cryphoeca pyrenaea Simon, 1898

Dirksia pyrenaea est une espèce d'araignées aranéomorphes de la famille des Cybaeidae.

## Distribution
Cette espèce se rencontre en France dans les Pyrénées-Orientales et en Espagne dans les provinces de Gérone et de Huesca,.

## Description
La femelle holotype mesure 3 mm.

## Étymologie
Son nom d'espèce lui a été donné en référence au lieu de sa découverte, les Pyrénées.

## Publication originale
- Simon, 1898 : Descriptions d'arachnides nouveaux des familles des Agelenidae, Pisauridae, Lycosidae et Oxyopidae. Annales de la Société entomologique de Belgique, vol. 42, p. 5-34 (texte intégral).